# Torsten Föllinger
Torsten Föllinger, född den 11 mars 1922 i Föllinge, död den 7 mars 2010 i Stockholm,  var en svensk sångare, skådespelare och pedagog. 

## Biografi
Torsten Föllinger var son till violinisten Göran Olsson-Föllinger, som hade en musikskola i Sundsvall. Han började tidigt sjunga och spela fiol, och fick sin sångutbildning vid musik- och konstakademien i Wien. Han gick Calle Flygare Teaterskola i Stockholm, och tog tallektioner hos bland andra Gerda Lundequist. 
Perioden 1969–1987 var Föllinger lärare på Teaterhögskolan i Stockholm. Föllinger arbetade även som pedagog för en lång rad sångare och skådespelare och var dessutom själv sångare och skådespelare. På 1970-talet tolkade han bland annat Bertolt Brecht och Kurt Tucholsky (Föllinger singt Brecht und Tucholsky). Han framträdde i radio och TV och sjöng in många grammofonskivor. Han uppträdde även med bland andra Allan Edwall.

## Filmografi
- 1958 – Kvinnlig spion 503
- 1979 – Jag är Maria
- 1991 – Hanna
- 1994 – Fritänkaren – filmen om Strindberg
- 2003 – Min första kärlek

## Teater

### Roller
- 1989 – Doktorn i Woyzeck av Georg Büchner, regi Lars Rudolfsson, Orionteatern[3]